# Staki
Staki (lit. Stakiai) – miasteczko na Litwie, położone w okręgu tauroskim w rejonie jurborskim w starostwie Raudany, 18 km na północny wschód od Wielony, 241 mieszkańców (2001). 
Znajduje się tu kościół katolicki z XIX wieku z dzwonnicą, szkoła i poczta.